# 신조역
신조역은(일본어: 新庄駅, しんじょうえき 신조우에키[*]) 일본 야마가타현 신조시에 위치한 철도역이다.

## 역 구조

### 승강장
| 표준궤 |                                                   |                                                                  |
| 1・2   | ■ 야마가타 신칸센                                 | 야마가타 · 요네자와 · 후쿠시마 · 우쓰노미야 · 오미야 · 도쿄 방면 |
| 1・2   | ■ 야마가타 선                                     | 오이시다 · 무라야마 · 덴도 · 야마가타 방면                       |
| 협궤   |                                                   |                                                                  |
| 3      | ■ 리쿠우사이 선 (오쿠노 호소미치 모가미가와 라인) | 후루쿠치 · 가리카와 · 아마루메 · 사카타 방면                     |
| 3      | ■ 오우 본선                                       | 유자와 · 요코테 · 오마가리 · 아키타 방면                         |
| 4      | ■ 오우 본선                                       | 유자와 · 요코테 · 오마가리 · 아키타 방면                         |
| 5      | ■ 리쿠우토 선                                     | 나루코온천 · 후루카와 · 고고타 방면                              |
| 5      | ■ 리쿠우사이 선 (오쿠노 호소미치 모가미가와 라인) | 후루쿠치 · 가리카와 · 아마루메 · 사카타 방면                     |

## 이용 현황
| 승차 인원 추이 | 승차 인원 추이      |
| 연도           | 하루 평균 승차 인원 |
| -------------- | ------------------- |
| 2000           | 2,373               |
| 2001           | 2,345               |
| 2002           | 2,290               |
| 2003           | 2,213               |
| 2004           | 2,044               |
| 2005           | 1,960               |
| 2006           | 1,881               |
| 2007           | 1,810               |
| 2008           | 1,752               |
| 2009           | 1,679               |
| 2010           | 1,593               |

## 역 주변
- 신조 시청
- 모가미 종합 지청
- 신조 합동 청사
- 모가미 광역 시정촌권 사무 종합소방본부
- 모가미추오 공원
- 신조 시민 구장
- 신조 시 육상경기장
- 야마가타 현립 모가미 병원

## 인접 역
| 동일본 여객철도 야마가타 신칸센           | 동일본 여객철도 야마가타 신칸센 | 동일본 여객철도 야마가타 신칸센 |
| ----------------------------------------- | ------------------------------- | ------------------------------- |
| 오이시다 후쿠시마 방면                    | ■ 야마가타 신칸센 쓰바사 호     | 시·종착역                       |
| 동일본 여객철도 오우 본선 (아마가타 방면) |                                 |                                 |
| 후나가타 후쿠시마 방면                    | ■ 야마가타 선                   | 시·종착역                       |
| 동일본 여객철도 오우 본선                 |                                 |                                 |
| 시·종착역                                 | ■ 오우 본선                     | 이즈미타 아키타 방면            |
| 동일본 여객철도 리쿠우사이 선             |                                 |                                 |
| 시·종착역                                 | □ 쾌속 '모가미가와'             | 후루쿠치 아마루메 방면          |
| 시·종착역                                 | ■ 보통                          | 마스카타 아마루메 방면          |
| 동일본 여객철도 리쿠우토 선               |                                 |                                 |
| 미나미신조 고고타 방면                    | ■ 리쿠우토 선                   | 시·종착역                       |